# ティエンラン県
ティエンラン県（ティエンランけん、ベトナム語：Huyện Tiên Lãng / 縣先朗）は、ベトナム社会主義共和国のハイフォン市に存在する県。面積は189.04 km²、人口は182,200人（2018年）である。

## 行政
ティエンラン県は1市鎮22社を管轄している。
- ティエンラン市鎮（Tiên Lãng / 先朗）
- ダイタン社（Đại Thắng / 大勝）
- ティエンクオン社（Tiên Cường / 先強）
- トゥークオン社（Tự Cường / 自強）
- ティエンティエン社（Tiên Tiến / 先進）
- クエットティエン社（Quyết Tiến / 掘進）
- コイギア社（Khởi Nghĩa / 起義）
- ティエンタイン社（Tiên Thanh / 先清）
- カップティエン社（Cấp Tiến / 急進）
- キエンティエット社（Kiến Thiết / 建設）
- ドアンラップ社（Đoàn Lập / 团立）
- バクダン社（Bạch Đằng / 白藤）
- クアンフック社（Quang Phục / 光復）
- トアンタン社（Toàn Thắng / 全勝）
- ティエンタン社（Tiên Thắng / 先勝）
- ティエンミン社（Tiên Minh / 先明）
- バクフン社（Bắc Hưng / 北興）
- ナムフン社（Nam Hưng / 南興）
- フンタン社（Hùng Thắng / 雄勝）
- タイフン社（Tây Hưng / 西興）
- ドンフン社（Đông Hưng / 東興）
- ティエンフン社（Tiên Hưng / 先興）
- ヴィンクアン社（Vinh Quang / 榮光）